# Saurauia longifolia
Saurauia longifolia är en tvåhjärtbladig växtart som beskrevs av Oliver. Saurauia longifolia ingår i släktet Saurauia och familjen Actinidiaceae. Inga underarter finns listade i Catalogue of Life.